# Пам'ятки історії Диканського району
У Диканському районі Полтавської області нараховується 30 пам'яток історії.
| #   | назва | адреса                                             | роки події                          | роки встановлення | автор                             | матеріали                 | розміри                         | рішення                                                             |
| --- | --- | -------------------------------------------------- | ----------------------------------- | ----------------- | --------------------------------- | ------------------------- | ------------------------------- | ------------------------------------------------------------------- |
| 1.  | Братська могила радянських воїнів, пам'ятний знак полеглим воїнам-землякам                                                     | смт. Диканька, центр, меморіальний комплекс        | 1941, 1943, 1941–1945               | 1958              | Харківська скульптурна фабрика    | залізобетон, цегла оштук. | вис. ск. −3,2 м, пост. — 3,1 м  | -                                                                   |
| 2.  | Братська могила жертв фашизму                                                                                                  | смт. Диканька, центр                               | 1941 — 1943                         | 1967              | ск. Л.Ільченко                    | стела — граніт            | вис. 4,0 м                      | Заходи Диканського райкому партії, 1967 р.                          |
| 3.  | Пам'ятник на честь загиблих радянських воїнів                                                                                  | смт. Диканька, поблизу траси Полтава-Диканька, ліс | 1941 — 1945                         | 1952              | Харківський скульптурний комбінат | залізобетон, цегла оштук. | вис. ск. −1,9 м, пост. — 1,5 м  | -                                                                   |
| 4.  | Пам'ятник гвардійській «Катюші»                                                                                                | смт. Диканька, пл. Перемоги                        | 25.09.1941                          | 1973              | Ін. О. Г. Перець                  | постамент — бетон         | загал. вис. — 5,0 м             | Рішення обкому партії та облвиконкому № 84 від 18.07.1972 р.        |
| 5.  | Пам'ятний знак на честь військ Воронезького та Степових фронтів, які звільнили Диканьку від німецьких загарбниківу 1943 р.     | смт. Диканька                                      | 1943                                | 1973              | арх. І.Демус                      | глиба — граніт            | вис. 2,6 м                      | -                                                                   |
| 6.  | Пам'ятник будівникам соціалізму                                                                                                | смт. Диканька, вул. Незалежності                   |                                     |                   |                                   |                           |                                 |                                                                     |
| 7.  | Пам'ятник трудової Слави — трактор ХТЗ                                                                                         | смт. Диканька, сільгосптехніка                     | -                                   | 1957              | Місцеві майстри                   | постамент — граніт        | вис. 1,7 м                      | -                                                                   |
| 8.  | Братська могила радянських воїнів, пам'ятний знак полеглим воїнам-землякам                                                     | с. Василівка, меморіальний комплекс                | 1943, 1941–1945                     | 1958              | Харківська скульптурна фабрика    | залізобетон, цегла оштук. | вис. ск. −3,2 м, пост. — 1,8 м  | Рішення Диканського райвиконкому                                    |
| 9.  | Пам'ятний знак на місці спостережного пункту, звідки 25 вересня 1941 р.був даний перший залп «Катюші» по німецьким загарбникам | Миколаївський ліс, біля смт Диканька               | 25.09.1941                          | 1974              | ск. Л.Ільченко                    | мармур                    | вис. 1,0 м                      | Рішення обкому партії і облвиконкому № 84 від 18.07.1972 р.         |
| 10. | Братська могила радянських воїнів, пам'ятний знак полеглим воїнам-землякам                                                     | с. Андріївка, меморіальний комплекс                | 1941, 1943, 1941–1945               | 1958              | ск. О. Супрун, А. Білостоцький    | залізобетон, цегла оштук. | вис. ск. −2,8 м, пост. — 3,1 м  | -                                                                   |
| 11. | Пам'ятний знак полеглим воїнам-землякам                                                                                        | с. Ландарі                                         | 1941 — 1945                         | 1968              | ск. Л.Ільченко                    | стела — граніт            | вис. 6,0 м                      | -                                                                   |
| 12. | Братська могила радянських воїнів, пам'ятний знак полеглим воїнам-землякам                                                     | с. Байрак, меморіальний комплекс                   | 1943, 1941 −1945                    | 1957              | Харківська скульптурна фабрика    | залізобетон, цегла оштук. | вис. ск. −2,8 м, пост. — 3,0 м  | -                                                                   |
| 13. | Меморіальна дошка в пам'ять Героя Радянського Союзу М. К. Терещенка                                                            | с. Балясне, школа                                  | 1913 — 1944                         | 1980              | -                                 | чавун                     | 0,5 х 0,7 м                     | Рішення бюро обкому партії № 43 від 11.06.1974 р.                   |
| 14. | Братська могила радянських воїнів, пам'ятний знак полеглим воїнам-землякам                                                     | с. Балясне, меморіальний комплекс                  | 1943, 1941–1945                     | 1958              | ск. О.Савельєв                    | залізобетон, цегла оштук. | вис. ск. −3,2 м, пост. — 2,0 м  | -                                                                   |
| 15. | Пам'ятний знак полеглим воїнам-землякам                                                                                        | с. Нелюбівка                                       | 1941 — 1945                         | 1970              | ск. Л.Ільченко                    | стела — граніт            | вис. 3,0 м                      | Рішення Диканського райкому партії і райвиконкому від 17.09.1968 р. |
| 16. | Братська могила радянських воїнів, пам'ятний знак полеглим воїнам-землякам                                                     | с. Великі Будища, меморіальний комплекс            | 1943, 1941–1945                     | 1957              | ск. Я. Рик, арх. Н. Клейн         | залізобетон, цегла оштук. | вис. ск. −2,7 м, пост. — 2,5 м  | -                                                                   |
| 17. | Будинок зооветтехнікуму, в якому навчались Герої Радянського Союзу І. М. Даценко, Н. І. Дігтяр, В. Л. Рева                     | с. Писарівщина                                     | 1933 — 1937,1932 — 1936,1934 — 1937 | -                 | -                                 | -                         | -                               | -                                                                   |
| 18. | Братська могила воїнів громадянської війни                                                                                     | с. Писарівщина, кладовище                          | 1921                                | 1923              | Місцеві майстри                   | обеліск, цегла            | вис. 2,5 м                      | -                                                                   |
| 19. | Меморіальна дошка у пам'ять Героїв Радянського Союзу І. І. Дігтяря, В. П. Реви                                                 | Писарівщина, профтехучи-лище                       |                                     |                   |                                   |                           |                                 |                                                                     |
| 20. | Пам'ятний знак полеглим воїнам-землякам                                                                                        | с. Чернечий Яр                                     | 1941 — 1945                         | 1962              | ск. Л.Ільченко                    | стела — граніт            | вис. 7,6 м                      | -                                                                   |
| 21. | Братська могила радянських воїнів, пам'ятний знак полеглим воїнам-землякам                                                     | с. Велика Рудка, меморіальний комплекс             | 1943, 1941–1945                     | 1957              | Харківська скульптурний комбінат  | залізобетон, цегла оштук. | вис. ск. − 2,8 м, пост. — 3,1 м | -                                                                   |
| 22. | Братська могила радянських воїнів, пам'ятний знак полеглим воїнам-землякам                                                     | с. Водяна Балка, меморіальний комплекс             | 1943, 1941–1945                     | 1957              | Харківська скульптурний комбінат  | залізобетон, цегла оштук. | вис. ск. − 2,8 м, пост. — 4,0 м | -                                                                   |
| 23. | Братська могила радянських воїнів, пам'ятний знак полеглим воїнам-землякам                                                     | с. Орданівка, парк, меморіальний комплекс          | 1943, 1941–1945                     | 1956              | ск. Я. Рик, арх. Н. Клейн         | залізобетон, цегла оштук. | вис. ск. — 3,2 м, пост. — 1,9 м | -                                                                   |
| 24. | Пам'ятний знак полеглим воїнам-землякам                                                                                        | с. Петро-Давидівка                                 | 1941 — 1945                         | 1969              | ск. Л.Ільченко                    | стела — граніт            | вис. 7,0 м                      | Рішення Диканського райкому партії і райвиконкому від 17.09.1968 р. |
| 25. | Братська могила радянських воїнів, пам'ятний знак полеглим воїнам-землякам                                                     | с. Стасі, меморіальний комплекс                    | 1943, 1941–1945                     | 1957              | Харківський скульптурний комбінат | залізобетон, цегла оштук. | вис. ск. − 3,2 м, пост. — 3,6 м | -                                                                   |
| 26. | Могила радянського воїна Олега Рогова                                                                                          | с. Кам'янка                                        | 1943                                | 1958              | Місцеві майстри                   | обеліск, цегла оштук      | -                               | -                                                                   |
| 27. | Братська могила радянських воїнів                                                                                              | сел. Діброва                                       | 1943                                | 1958              | ск. А. Білостоцький               | залізобетон, цегла оштук. | вис. ск. − 3,2 м, пост. — 4,4 м | -                                                                   |
| 28. | Братська могила радянських воїнів                                                                                              | с. Дячкове                                         | 1941, 1943                          | 1957              | ск. О. Савельєв                   | залізобетон, цегла оштук. | вис. ск. −3,2 м, пост. — 2,5 м  | -                                                                   |
| 29. | Братська могила учасників громадянської війни, загиблих при встановленні радянської влади                                      | с. Надежда, кладовище                              | 1920                                | 1952              | Місцеві майстри                   | залізобетон, цегла оштук. | вис.1,5 м                       | -                                                                   |
| 30. | Братська могила радянських воїнів, пам'ятний знак полеглим воїнам-землякам                                                     | с. Надежда, центр, меморіальний комплекс           | 1943, 1941–1945                     | 1957              | Харківський скульптурний комбінат | залізобетон, цегла оштук. | вис. ск. − 3,2 м, пост. — 2,4 м | -                                                                   |
|     | |                                                    |                                     |                   |                                   |                           |                                 |                                                                     |